# ت ع م+03:30
ت ع م+03:30 (بالإنجليزية: UTC+03:30)‏، هو معرف لمنطقة زمنية تقع قبل التوقيت العالمي المنسق (ت ع م) بثلاث ساعات ونصف +03:30، و يستخدم لقياس الوقت.

## التوقيت الرسمي

### توقيت مُنسق
- إيران: اعتبارًا من 22 سبتمبر 2022 أصبح توقيتًا مُنسقًا لإيران، بعد أن كان توقيتًا شتويًا.[1]